# Marie Sagnier
Marie Sagnier (née le 28 février 1898 à Saint-Pons-de-Mauchiens où elle est morte le 16 août 1996) dirigeait le dortoir du pensionnat de filles de Murat. De 1939 à 1945, l'école et son dortoir accueillent une vingtaine de jeunes juifs. L'admission de jeunes juifs leur a fourni un abri. À part Marie Sagnier, personne n'a été informé du secret de leur véritable identité, et à leur arrivée, on leur a donné des noms d'emprunt...
Elle a notamment été aidée par ses collègues Marthe Cambou et Alice Ferrières, ainsi que par des jeunes assistants des Œuvres Juives de Secours et de Résistance.

## Biographie
Marie Sagnier est née à Saint-Pons-de-Mauchiens (Hérault) dans une famille catholique. Son père est receveur buraliste. Elle entre à l'école normale d'institutrice. Son fiancé disparaît au cours de la Première Guerre mondiale.
En 1936, Marie Sagnier avait déclaré être socialiste et avait accueilli des républicains espagnols. En décembre 1940 elle prend le poste de directrice de l'école primaire supérieure (EPS) de filles de Murat, qui compte alors en 1939 4 professeurs et 110 élèves. Elle participera à l'accueil d'enfants juifs.

## Nominations
Le 27 octobre 1983, Marie Sagnier a été reconnue comme « Juste parmi les Nations ». Lors d'une cérémonie, un arbre a été planté dans l’Allée des Justes au Mémorial Yad Vashem , à Jérusalem, en reconnaissance de son action en faveur des Juifs pendant la guerre.